# Holenderscy posłowie do Parlamentu Europejskiego 1994–1999
Holenderscy posłowie IV kadencji do Parlamentu Europejskiego zostali wybrani w wyborach przeprowadzonych 9 czerwca 1994. Pod koniec kadencji jeden mandat przypadający Demokratom 66 pozostał nieobsadzony.

## Lista posłów
Wybrani z listy Apelu Chrześcijańsko-Demokratycznego (CDA)
- Pam Cornelissen
- Hanja Maij-Weggen
- Ria Oomen-Ruijten
- Arie Oostlander
- Karla Peijs
- Peter Pex
- Bartho Pronk
- Jim Janssen van Raaij
- Jan Sonneveld
- Wim G. van Velzen

Wybrani z listy Partii Pracy (PvdA)
- Hedy d’Ancona
- Leonie van Bladel
- Frits Castricum
- Piet Dankert
- Alman Metten
- Maartje van Putten
- Wim J. van Velzen
- Jan Marinus Wiersma

Wybrani z listy Partii Ludowej na rzecz Wolności i Demokracji (VVD)
- Robert Jan Goedbloed, poseł do PE od 1 września 1998
- Elly Plooij-van Gorsel
- Jessica Larive
- Jan Mulder
- Jan-Kees Wiebenga
- Florus Wijsenbeek

Wybrani z listy Demokraci 66
- Jan-Willem Bertens
- Johanna Boogerd-Quaak
- Doeke Eisma

Wybrani z listy RPF, GPV i SGP
- Hans Blokland
- Rijk van Dam, poseł do PE od 2 września 1997

Wybrany z listy Zielonej Lewicy (GL)
- Joost Lagendijk, poseł do PE od 1 września 1998

Byli posłowie V kadencji do PE
- Laurens Jan Brinkhorst (D66), do 14 czerwca 1999, mandat pozostał nieobsadzony
- Nel van Dijk (GL), do 31 sierpnia 1998
- Gijs de Vries (VVD), do 2 sierpnia 1998
- Leen van der Waal (RPF, GPV i SGP), do 1 września 1997